# Xanthophenax bredoi
Xanthophenax bredoi är en stekelart som beskrevs av Pierre L. G. Benoit 1953. Xanthophenax bredoi ingår i släktet Xanthophenax och familjen brokparasitsteklar. Inga underarter finns listade i Catalogue of Life.